# Francisco Villa, Tecpatán
Francisco Villa är en ort i Mexiko.   Den ligger i kommunen Tecpatán och delstaten Chiapas, i den sydöstra delen av landet, 600 km öster om huvudstaden Mexico City. Francisco Villa ligger 202 meter över havet och antalet invånare är 109. Den ligger vid sjön Presa Nezahualcoyotl.
Terrängen runt Francisco Villa är kuperad åt nordväst, men åt sydost är den platt. Runt Francisco Villa är det ganska glesbefolkat, med 40 invånare per kvadratkilometer. Närmaste större samhälle är Raudales Malpaso, 18,8 km öster om Francisco Villa. 